# Biennale für Lichtkunst Austria 2010

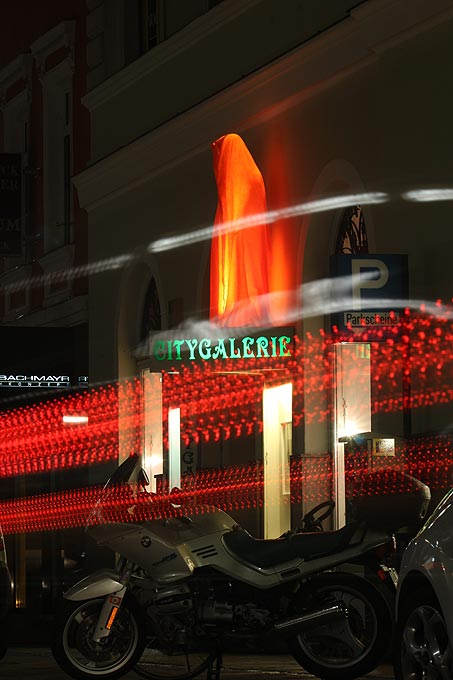
Lichtkunstbiennale in Linz, Lichtwächter von Manfred Kielnhofer

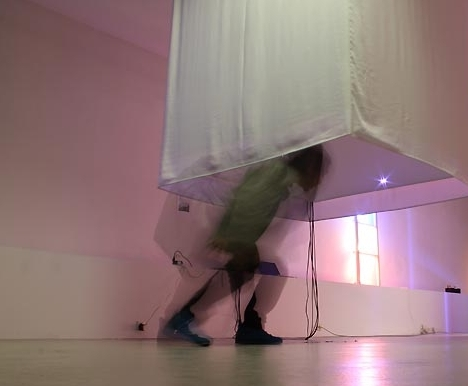
Manabu Shimada: Paper floaty cube, 2010

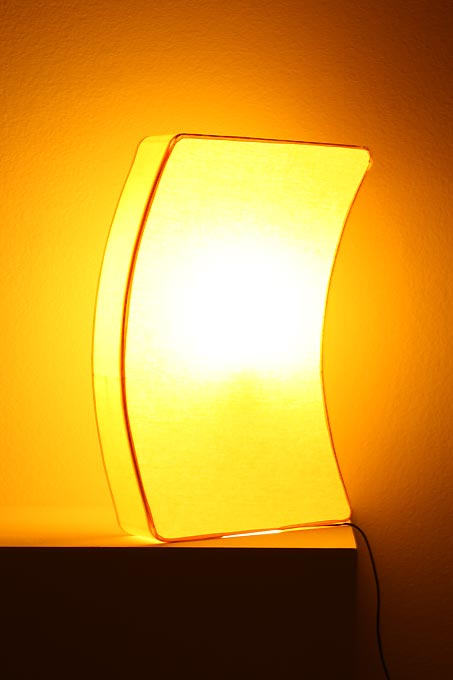
Heidulf Gerngross: Archiquantenlampe

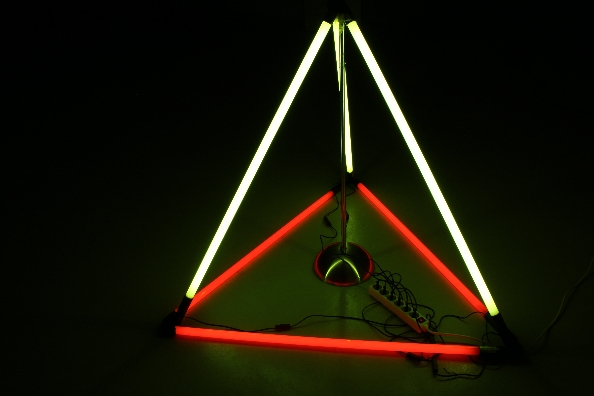
Martina Schettina: Tetraeder

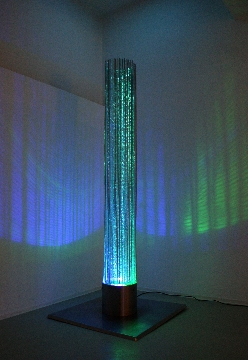
Christoph Luckeneder: Oceanblue and Chiligreen

Die Biennale für Lichtkunst Austria 2010 war eine Ausstellung für Lichtkunst in Österreich. Rund 60 Künstler aus 21 Ländern und 4 Kontinenten nahmen daran teil. Als Biennale bezeichnet, war ursprünglich eine Wiederholung im zweijährigen Turnus beabsichtigt. Es kam aber keine Folgeausstellung mehr zustande.

## Inhalt
Die „Biennale für Lichtkunst Austria 2010“ war eine nichtkommerzielle Ausstellung künstlerischer Lichtprojekte. Für die Teilnahme konnten sich Lichtkünstler ebenso bewerben wie bildende Künstler anderer Genres, die erstmals mit dem Werkstoff Licht experimentieren. Die Biennale 2010 trug das Motto „private light in public spaces“. Die Ausstellung fand im Herbst 2010 in Österreich statt, Beginn war der 1. September. Veranstalter war die Galerie Artpark Linz, beraten durch Peet Thomsen (USA/Copenhagen/Linz). Die künstlerische Auswahl traf eine Jury, Kuratorin war Laura Plana Gracia aus Spanien.
Die Biennale für Lichtkunst Austria 2010 wurde von den Kulturabteilungen des Landes Oberösterreich, des Landes Niederösterreich, der Stadt Linz sowie privater Sponsoren unterstützt.
Die Auftaktveranstaltungen zur Lichtkunstbiennale fand am 1. September in Linz statt. und am 4. September 2010 in Perchtoldsdorf. Die Lichtkunstbiennale Austria 2010 lief vom ersten Wochenende im September bis Mitte Dezember 2010, eine Selection war im November 2010 in Innsbruck in der Galerie Claudiana zu sehen, und die Abschlussveranstaltung war in Wien zu sehen. Austragungsort der Abschlussveranstaltung war die Galerie Area 53 in Wien-Mariahilf. Die Dokumentation der Biennale erfolgte über einen Blog, eine Website und einen Katalog. Dieser war in Form einer Mappe, die alle Informationen zu den einzelnen Künstlern in ausgedruckter Form enthält, aufbereitet. Diese Dokumentation wurde 2011 an das Kulturamt des Landes Niederösterreich überstellt. 
Mehr als 50 Künstler aus 4 Kontinenten und 21 Ländern nahmen daran teil. Teilnehmer waren sowohl auf dem Kunstmarkt etablierte Künstler als auch junge Talente.

## Teilnehmende Künstler (Auswahl)
- Norbert Francis Attard (Malta/DE)
- Carlo Bernardini (IT)
- Juanli Carrión (ES)
- Stanley Casselman (USA)
- Sarawut Chutiwongpeti (Thailand)
- Fabrizio Corneli (IT)
- Barbara Doser (AT)
- Titia Ex (NL)
- Heidulf Gerngross (AT)
- Hofstetter Kurt (AT)
- Hideo Iwasaki (JP)
- Manfred Kielnhofer (AT)
- Manfred Koutek (AT)
- Thorbjørn Lausten (DK)
- Eric Michel (FR)
- Alexandre Murucci (BRA)
- Joaquin Gasgonia Palencia (PH)
- Erwin Redl (AT/USA)
- Peter Sandbichler (AT)
- Martina Schettina (AT)
- Reto Schölly (CH/DE)
- Manabu Shimada (JP/UK)
- Phil Stearns (USA)
- Rob Voerman (NL)
- Patrice Warrener (FR)
- Karina Wellmer-Schnell (DE)
- Mounty R. P. Zentara (AT)
- Pomodoro Bolzano (= Max D. Well, Christian Wittkowsky, Andreas Müller und Detlef Thomas) (DE)
- Two People one work (= Mounty R. P. Zentara und Karin Sulimma) (A)

Ergänzend zu den Eröffnungsausstellungen wurden in der Stadt Linz mehrere Standorte sowohl in Innenräumen, als auch auf öffentlichen Plätzen während des Ars-Electronica-Festivals bespielt.
Weiters war die „Biennale für Lichtkunst Austria 2010“ im Oktober 2010 zu Gast bei der contemporary art ruhr C.A.R. 2010 in Essen, Welterbe Zollverein, einer offiziellen Veranstaltung des Kulturhauptstadtprojekts RUHR.2010, sowie bei der Kunstmesse Berlin Arttower im Sudhaus der Kindl-Brauerei.
Weiters repräsentierte 2011 eine Abordnung ausgewählter Künstler die Biennale in Ptuj zum internationalen Kunstfestival ART STAYS 2011.

## Geschichte
Das Konzept für diese Biennale wurde von den Künstlern Martina Schettina und Manfred Kielnhofer entwickelt. Angeregt durch die Lichtkunstbiennale im benachbarten Deutschland im Rahmen „RUHR.2010 – Kulturhauptstadt Europas“ entstand die Idee, die Lichtkunst auch in Österreich einem breiteren Publikum vorzustellen.
Die Biennale für Lichtkunst Austria sollte alle zwei Jahre in Österreich stattfinden. Dabei sollten sich Austragungsorte und Themen abwechseln. Die Ausstellung nach diesem Konzept fand aber nur im Jahr 2010 statt.